# Äijänkumpele
Äijänkumpele är öar i Finland. De ligger i Bottenviken och i kommunen Uleåborg i landskapet Norra Österbotten, i den norra delen av landet. Öarna ligger omkring 17 kilometer väster om Uleåborg och omkring 540 kilometer norr om Helsingfors.
Arean för den av öarna koordinaterna pekar på är 0,3 hektar och dess största längd är 100 meter i öst-västlig riktning. Närmaste större samhälle är Uleåborg, 16,8 km öster om Äijänkumpele.